# Vikariát Plzeň-město
Vikariát Plzeň-město je jedním z deseti vikariátů Diecéze plzeňské. Geograficky vikariát zahrnuje oblast města Plzně a částečně přesahuje do okresů Plzeň-jih a Plzeň-sever.

## Ustanovení vikariátu
- P. Mgr. Bogdan Stępień, OSPPE – okrskový vikář
- P. Jiří Barhoň – pověřen vedením pastorační péče o nemocné i o personál v nemocničních a sociálních zařízeních
- P. Mgr. Evžen Rakovský, SDB – sekretář vikariátu
- P. doc. Michal Kaplánek, SDB, Th.D. – synodní delegát

## Členění vikariátu
Vikariát Plzeň-město se člení na následujících deset farností:
| Farnost                               | Správce                                        | Sídlo                                        | Právním nástupcem zrušené farnosti | Farní kostel                                       | Filiální kostely | Datum zřízení  |
| ------------------------------------- | ---------------------------------------------- | -------------------------------------------- | ---------------------------------- | -------------------------------------------------- | --- | -------------- |
| Dobřany                               | P. Mgr. Francesco Giuseppe Meneghini moderátor | Nám. T.G.M. 3 334 41 Dobřany                 | - Chotěšov                         | Kostel svatého Mikuláše                            | - Kostel svatého Víta (Dobřany) - Kostel Povýšení svatého Kříže (Dobřany) - Kostel Narození Panny Marie (Chotěšov)                                                     |                |
| Dýšina                                | P. Mgr. Bc. Tomáš Kadlec administrátor         | Plzeňská 1 330 02 Dýšina                     | - Druztová - Planá nad Mží         | Kostel Nejsvětější Trojice a svatého Šimona a Judy | - Kostel svaté Maří Magdalény (Druztová) - Kostel Nanebevzetí Panny Marie (Planá, okres Plzeň-sever) - Kostel svatého Jiří (Kostelec) - Kostel svaté Kateřiny (Nynice) |                |
| Město Touškov                         | Mons. ICLic. Vladimír Gajdušek farář           | Kostelní náměstí 107 330 33 Město Touškov    |                                    | Kostel Narození svatého Jana Křtitele              | - Kostel svatého Štěpána (Kozolupy) |                |
| Plzeň-Bory                            | P. Mgr. Bogdan Stępień, OSPPE farář            | Klatovská 1793/176 301 00 Plzeň              |                                    | Kostel svatého Jana Nepomuckého                    | - Kostel svatého Prokopa (Štěnovice) | 1. září 2007   |
| Plzeň-Litice                          | P. Mgr. Francesco Giuseppe Meneghini moderátor | Budilovo nám. 2 321 00 Plzeň-Litice          |                                    | Kostel svatého Petra a Pavla                       | - Kostel svatého Jakuba Většího Na Prusinách |                |
| Plzeň-Lobzy                           | P. Mgr. Evžen Rakovský, SDB moderátor          | Revoluční 98 312 07 Plzeň-Lobzy              |                                    | Kostel svatého Martina a Prokopa                   | - Kostel svatého Jiří (Plzeň) | 1. ledna 1993  |
| Plzeň-Severní předměstí               | P. Šebestián Pavel Smrčina, OFM moderátor      | Komenského 17 323 13 Plzeň-Severní předměstí |                                    | Kostel Všech svatých                               | - Kostel Povýšení svatého Kříže (Chotíkov) | 1. října 1996  |
| Plzeň-Slovany                         | P. Ing. Vojtěch Ondřej Soudský, OP moderátor   | Jiráskovo nám. 30/814 326 00 Plzeň-Slovany   |                                    | Kostel Panny Marie Růžencové                       | | 1. května 1910 |
| Plzeň-Západ                           | P. PhDr. Igor Bibko administrátor              | Křimická 670/73 318 00 Vejprnice             |                                    | Kostel svatého Vojtěcha                            | - Kostel svatého Jiří (Malesice) - Kostel Narození Panny Marie (Křimice)                                                                                               | 1. září 2009   |
| Plzeň u katedrály svatého Bartoloměje | P. Mgr. Pavel Petrašovský farář                | Františkánská 121/11 301 00 Plzeň            | - Chotíkov - Malesice              | Katedrála svatého Bartoloměje                      | - Kostel Nanebevzetí Panny Marie (Plzeň) |                |